# Kuk (Bosnien och Hercegovina)
Kuk (kyrilliska: Кук) är en ort i kommunen Tomislavgrad i Kanton 10 i västra Bosnien och Hercegovina. Orten ligger cirka 4,5 kilometer nordost om Tomislavgrad. Kuk hade 232 invånare vid folkräkningen år 2013.
Av invånarna i Kuk är 100 % kroater (2013).